# Gašnica
Gašnica (en serbio: Гашница) es una localidad de la municipalidad de Gradiška, Republika Srpska, Bosnia y Herzegovina.

## Hechos históricos
El 29 de agosto de 1875, en la aldea tuvo lugar el combate entre los Haiduque comandados por el serbio Petar Popović (alias Pecija) y los otomanos. Al día siguiente, Pecija fue muerto por un disparo de los otomanos luego de cruzar el río Sava desde Gašnica cuando escapaba tras la derrota. 
Lepa Svetozara Radić es otra figura destacada nacida en la aldea el 19 de diciembre de 1925. Radić fue una serbobosnia, miembro de los Partisanos yugoslavos durante la Segunda Guerra Mundial en Yugoslavia, que recibió póstumamente la Orden del Héroe del Pueblo el 20 de diciembre de 1951 por su papel en el movimiento de resistencia contra las potencias del Eje. Este hecho, la convirtió en la destinataria más joven hasta el momento puesto que fue ejecutada en Bosanska Krupa (NDH), el 8 de febrero de 1943 a la edad de 17 años por disparar contra las tropas alemanas durante la Segunda Guerra Mundial. Mientras sus captores le ataban la soga al cuello, le ofrecieron una salida de la horca, si revelaba las identidades de sus camaradas y líderes. Ella respondió: "No soy una traidora. Sabrán sus identidades cuando ellos vengan a vengar mi muerte".

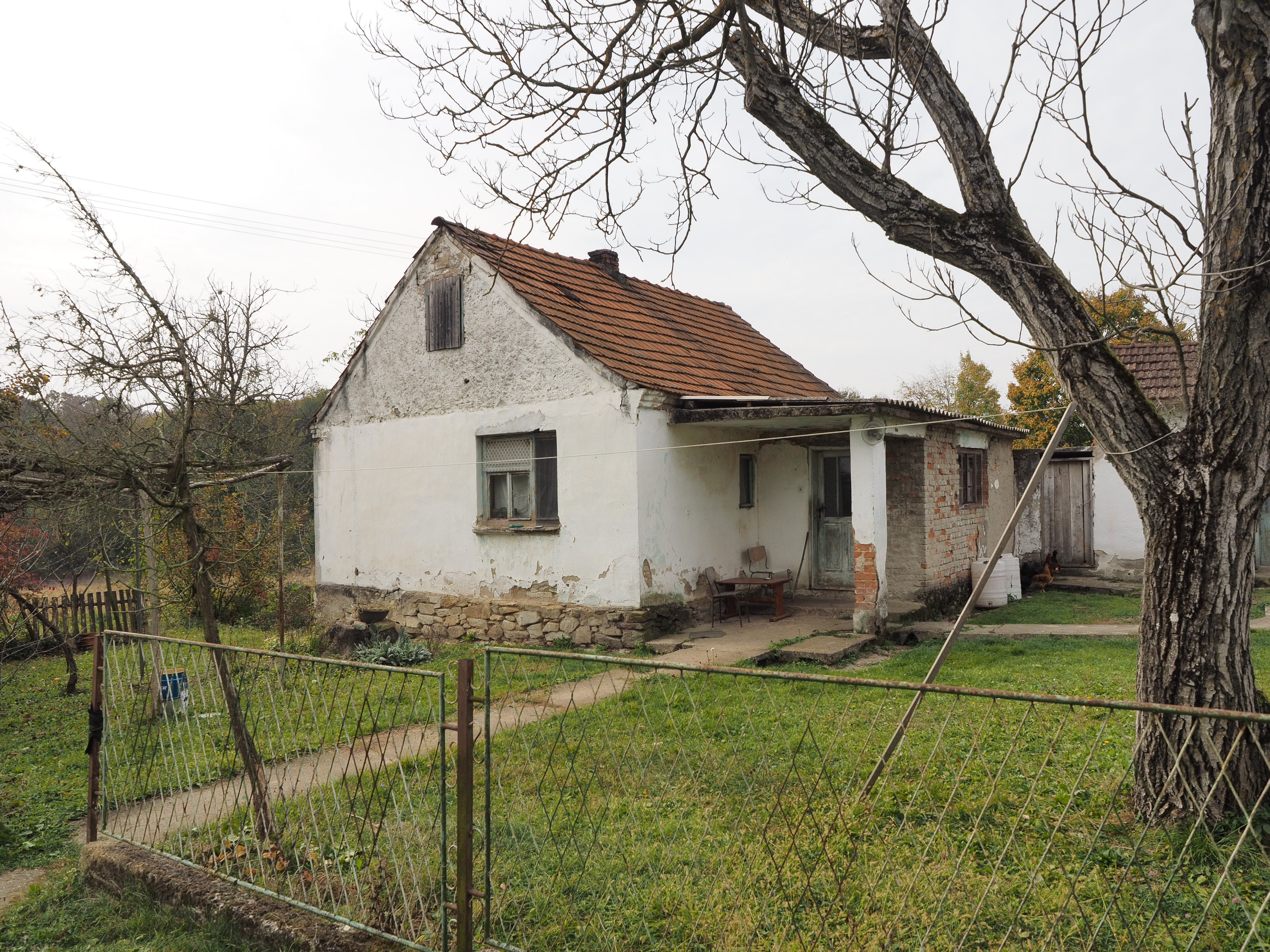
Casa donde Lepa Radić nació (Gašnica, Gradiška)

## Población

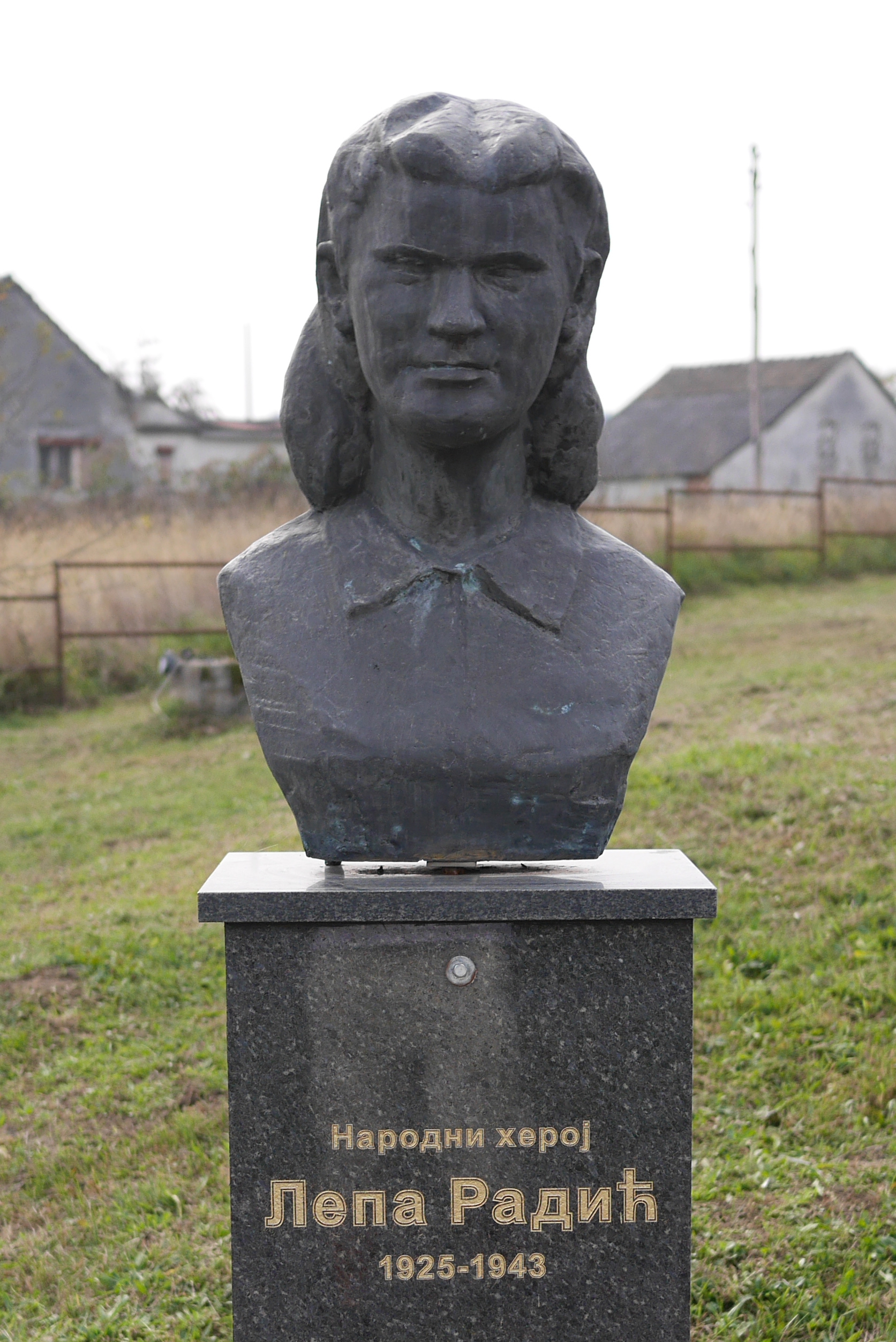
Busto de Lepa Radić en Gašnica

| Composición de la Población - Localidad de Gašnica | Composición de la Población - Localidad de Gašnica | Composición de la Población - Localidad de Gašnica | Composición de la Población - Localidad de Gašnica | Composición de la Población - Localidad de Gašnica |
| -------------------------------------------------- | -------------------------------------------------- | -------------------------------------------------- | -------------------------------------------------- | -------------------------------------------------- |
|                                                    | 2013                                               | 1991                                               | 1981                                               | 1971                                               |
| Total                                              | 354 (100%)                                         | 443 (100%)                                         | 508 (100%)                                         | 608 (100%)                                         |
| Mujeres                                            | 182 (51,41%)                                       |                                                    |                                                    |                                                    |
| Varones                                            | 172 (48,59%)                                       |                                                    |                                                    |                                                    |
| Serbios                                            | 347 (98,02%)                                       | 417 (94,13%)                                       | 492 (96,85%)                                       | 589 (96,88%)                                       |
| Croatas                                            | 3 (0,85%)                                          | 1 (0,23%)                                          |                                                    |                                                    |
| Bosniacos                                          | 2 (0,56%)                                          |                                                    | 6 (1,18%)                                          | 4 (0,66%)                                          |
| Eslovenos                                          |                                                    |                                                    |                                                    |                                                    |
| Musulmanes                                         |                                                    |                                                    |                                                    |                                                    |
| Montenegrinos                                      |                                                    |                                                    |                                                    |                                                    |
| Macedonios                                         |                                                    |                                                    | 1 (0,2%)                                           |                                                    |
| Albaneses                                          |                                                    |                                                    |                                                    | 1 (0,16%)                                          |
| Ukranianos                                         |                                                    |                                                    |                                                    |                                                    |
| Yugoslavos                                         |                                                    | 17 (3,84%)                                         | 5 (0,98%)                                          |                                                    |
| Otros                                              |                                                    | 8 (1,81%)                                          | 4 (0,79%)                                          | 14 (2,3%)                                          |
| Sin declarar                                       | 2 (0,57%)                                          |                                                    |                                                    |                                                    |
| Desconocidos                                       |                                                    |                                                    |                                                    |                                                    |